# Estádio Eliel Martins
Estádio Eliel Martins, o Valfredão, é um estádio de futebol de Riachão do Jacuípe, no estado da Bahia, atende ao Esporte Clube Jacuipense. Sua capacidade é de 5.000 pessoas.
Foi o mando de campo do Jacuipense nas competições Copa Governador do Estado da Bahia de 2012 e Campeonato Baiano de Futebol de 2012 - Segunda Divisão, inclusive palco de uma das partidas da final dos dois torneios. Problemas estruturais afastaram o Jacuipense em 2013, e o fizeram deslocar-se para o Estádio Mariano Santana, em Serrinha. Para 2014, reformas foram previstas em acordo entre Prefeitura e SUDESB, a fim de atender critérios da primeira divisão, entretanto, não foram feitas a tempo do campeonato. Em consequência, o Leão do Sisal mudou-se novamente, dessa vez para o Estádio de Pituaçu, em Salvador, para os jogos do campeonato de 2014.
Em março de 2015 é entregue as reformas no estádio, que incluíram nova iluminação, vestiários e gramado.